# Sainte-Cécile-du-Cayrou
Sainte-Cécile-du-Cayrou là một xã thuộc tỉnh Tar trong vùng Occitanie ở phía nam nước Pháp. Xã này nằm ở khu vực có độ cao trung bình 305 mét trên mực nước biển.
Sông Vère tạo thành một phần ranh giới phía nam thị trấn.